# Championnat de Jordanie de football 1987
Navigation
Saison précédente Saison suivante
La saison 1987 du Championnat de Jordanie de football est la trente-neuvième édition du championnat de première division en Jordanie. La compétition est disputée sous forme de poule unique où les dix meilleurs clubs du pays s'affrontent deux fois au cours de la saison, à domicile et à l'extérieur. En fin de saison, les deux derniers du classement sont relégués et remplacés par les deux meilleurs clubs de deuxième division.
C'est le club d'Al Deffatain (ex-Al-Weehdat Club) qui remporte la compétition après avoir terminé en tête du classement final, avec sept points d'avance sur Al Ramtha SC et neuf sur Al Hussein Irbid. C'est le deuxième titre de champion de Jordanie de l'histoire du club, après celui obtenu en 1980.
Al-Weehdat Club a été débaptisé et a dû prendre le nom d'Al Deffatain à la suite des incidents causés par ses supporters lors du match pour le titre disputé la saison précédente.

## Les clubs participants
| - Al Deffatain - Al Ramtha SC - Al Hussein Irbid - Al-Ahli Amman - Amman SC | - Al Jazira Amman - Al-Faisaly Club - Al Arabi Irbid - Promu de D2 - Al Buqa'a - Promu de D2 - Al-Qadisiya SC |

## Compétition

### Classement
Le barème utilisé pour établir le classement est le suivant :
- Victoire : 2 points
- Match nul : 1 point
- Défaite : 0 point

| Rang | Équipe              | Pts | J  | G  | N | P  | Bp | Bc | Diff |
| ---- | ------------------- | --- | -- | -- | - | -- | -- | -- | ---- |
| 1    | Al Deffatain        | 30  | 18 | 13 | 4 | 1  | 25 | 7  | +18  |
| 2    | Al Ramtha SC        | 23  | 18 | 8  | 7 | 3  | 23 | 13 | +10  |
| 3    | Al Hussein Irbid    | 21  | 18 | 8  | 5 | 5  | 24 | 13 | +11  |
| 4    | Al-Ahli Amman       | 18  | 18 | 7  | 4 | 7  | 25 | 20 | +5   |
| 5    | Al Jazira Amman     | 18  | 18 | 6  | 6 | 6  | 14 | 15 | -1   |
| 6    | Al-Faisaly Club'T'C | 16  | 18 | 6  | 4 | 8  | 21 | 20 | +1   |
| 7    | Amman SC            | 16  | 18 | 5  | 6 | 7  | 16 | 21 | -5   |
| 8    | Al-Qadisiya SC      | 15  | 18 | 6  | 3 | 9  | 14 | 17 | -3   |
| 9    | Al Arabi IrbidP     | 14  | 18 | 4  | 6 | 8  | 10 | 20 | -10  |
| 10   | Al Buqa'aP          | 9   | 18 | 2  | 5 | 11 | 9  | 35 | -26  |

|  | Champion de Jordanie 1987                                                                |
|  | Relégation directe en deuxième division                                                  |
|  | T : Tenant du titre C : Vainqueur de la Coupe de Jordanie P : Promu de deuxième division |

### Matchs
| Résultats (▼dom., ►ext.) | Fais | Deff | Ramt | Ahli | Jazi | Huss | Amma | Qadi | Buqa | Arab |
| Al-Faisaly Club          |      | 0-1  | 0-1  | 2-0  | 0-1  | 0-0  | 4-1  | 0-1  | 1-0  | 0-0  |
| Al Deffatain             | 1-0  |      | 3-1  | 1-0  | 2-0  | 0-1  | 1-0  | 2-1  | 2-0  | 1-0  |
| Al Ramtha SC             | 2-2  | 1-1  |      | 0-0  | 2-1  | 0-1  | 1-0  | 0-0  | 3-0  | 3-1  |
| Al-Ahli Amman            | 4-2  | 1-2  | 1-2  |      | 0-0  | 0-2  | 1-1  | 1-0  | 4-0  | 1-2  |
| Al Jazira Amman          | 3-1  | 1-1  | 0-0  | 2-3  |      | 1-1  | 1-0  | 0-1  | 0-0  | 1-0  |
| Al Hussein Irbid         | 1-2  | 0-0  | 2-1  | 1-2  | 0-1  |      | 0-1  | 0-1  | 3-0  | 1-1  |
| Amman SC                 | 2-1  | 1-1  | 0-0  | 1-2  | 1-1  | 2-4  |      | 1-2  | 1-1  | 0-0  |
| Al Qadisiya SC           | 0-1  | 0-2  | 0-0  | 1-0  | 0-1  | 1-3  | 0-1  |      | 5-2  | 0-0  |
| Al Buqa'a                | 2-2  | 0-2  | 0-4  | 1-1  | 1-0  | 0-4  | 0-1  | 2-1  |      | 0-1  |
| Al Arabi Irbid           | 0-3  | 0-2  | 1-2  | 0-4  | 2-0  | 0-0  | 1-2  | 1-0  | 0-0  |      |

## Bilan de la saison
| Championnat de Jordanie de football 1987   |                         |
| Champion                                   | Al Deffatain (2e titre) |
| Coupes et trophées                         |                         |
| Vainqueur de la Coupe de Jordanie 1987     | Al-Faisaly Club         |
| Qualifications continentales               |                         |
| Coupe d'Asie des clubs champions 1988-1989 | Aucun                   |
| Promotions et relégations                  |                         |
| Promus en première division                | Al Karmal               |
| Promus en première division                | Al Sahab                |
| Relégués en deuxième division              | Al Arabi Irbid          |
| Relégués en deuxième division              | Al Buqa'a               |